# إيلي حبيقة
إلياس (إيلي) جوزيف حبيقة (22 سبتمبر 1956 - 24 يناير 2002)، سياسي لبناني وأحد قادة القوات اللبنانية في الحرب الأهلية قُتِل في انفجار سيارة مفخَّخة في الحازمية (لبنان) في 24 يناير 2002.

## نشأته
كان والد إيلي حبيقة ميكانيكيًا من أبناء الطّبقة الدُّنيا في المجتمع المسيحي الماروني، وُلد عام 1956 في لُبنان، وترك المدرسة في السّادسة عشرة من عُمره. بعدما بلغ السّابعة عشرة من العُمر التحَقَ بإحدى المليشيات الّتي اتّخذت لها اسم ب.ج. (أي بشير الجُميِّل). قامت هذه المليشيات بهجمات عديدة على أحياء المسلمين السّنَّة في بيروت، كما هاجمت المخيّمات الفلسطينيَّة. انضمَّ إلى صُفوف حزب الكتائب، ومع اندلاع الحرب الأهليّة اللبنانيّة الثّانية (1975-1990) انضمّ إلى الجناح العسكري للكتائب.
في عام 1979 أصبح مسؤولا عن جهاز الأمن والمعلومات في القوات. متورط في مذبحة صبرا وشاتيلا عام 1982. أصبح سنة 1985 قائدا للقوات بعد قيامه بانقلاب داخلي مع سمير جعجع على قائدها آنذاك فؤاد أبو ناضر.
أزاحه جعجع عن القيادة في يناير 1986 بعد توقيعه الاتفاق الثلاثي اللبناني مع وليد جنبلاط ونبيه بري في دمشق. إضطر بعدها إلى اللجوء إلى زحلة ثم بيروت الغربية وهناك أطلق حركة سياسية أصبحت فيما بعد حزب الوعد. عين عدة مرات وزيرًا عن التيار الموالي لسوريا في مجلس الوزراء، كما انتخب عضوًا في المجلس النيابي سنتي 1992 و1996 عن مقعد بعبدا. خسر مقعده في انتخابات سنة 2000.

### صبرا وشاتيلا
يُعَد إيلي حبيقة بصفته زعيم الميليشيات المسيحية التي دخلت مخيمي صبرا وشاتيلا الفلسطينيين، المرتكبَ الرئيسَ للمذبحة التي وقعت في كلا المخيَّمَين عام 1982. وقبل وفاته بمدَّة وجيزة، تحوَّل إلى معاداة إسرائيل وقرر الإدلاء بإفادته ضد أرئيل شارون في الدعوى القضائية المقدمة ضده ببلجيكا لارتكابه جرائم ضد الإنسانية في حق الفلسطينيين.
أراد الاعتراف على وحدات الكوماندوز التابعة للجيش الإسرائيلي (Sayeret Matkal) وفقا لما ذكره الصحفي الفرنسي آلان مينارغ الذي واكب جُلَّ أحداث تلك الحِقْبة في كتابه أسرار الحرب اللبنانية قائلا:
| إيلي حبيقة | دخل فريق مؤلف من 32 شخصًا إلى صبرا وشاتيلا وكان هؤلاء قوات من الوحدات الخاصة الإسرائيلية الذين اشتهروا فيما بعد في الضفة الغربية بالاغتيالات الموجهة إلى عدد من المسؤولين، كانت لديهم قائمة بمئة وعشرين اسمًا، واستطاعوا اغتيال 63 شخصًا بطلقات نارية في الرأس بعيار ثمانية ميليمتر، ووثَّق ذلك الطبيبُ الشرعي فيما بعد... ثم دخل فريق جيش لبنان الجنوبي الموالي لإسرائيل، دخلت نصف كتيبة طُلِب من رجالها الاستيلاء على الوثائق التي كانت لدى الأطراف المختلفة، والتصرف بشكل يثير الرعب في قلوب الفلسطينيين، أي قتلهم، وهذا ما حدث. كان هذا الفريق مؤلفًا من الشيعة الذين عانَوا من الفلسطينيين في جنوب لبنان، واستفادوا من هذه الأحداث كي ينتقموا، وقد موَّهوا مرورهم بعد أن استعملوا أسلحة تابعة لحلف شمال الأطلسي، وعيارات نارية خاصة بالحلف. بعد انتهاء كل هذا أُرسلت القوات اللبنانية وطُلِب منها تنظيف المعسكر، ومصطلح التنظيف هذا هو مصطلح عسكري تستعمله أجهزة المخابرات ومعناه أخذ الأسلحة واعتقال الإرهابيين، وهكذا طلب من حبيقة إرسال رجاله أي المجموعات الثلاث التي ذهبت إلى هناك وقتلت الناس، وقد قتل هؤلاء الرجال اللبنانيين أكثر مما قتلوا من الفلسطينيين فقد كان يوجد حول الفلسطينيين الكثير من الشيعة الذين جاؤوا لنجدة الفلسطينيين، وبعد أن دخلت القوات اللبنانية سُمح بدخول الصِّحافة وكنت من بين أوائل الصَّحَفيين دخلت مع زملائي الفرنسيين وقابلنا أناسًا قالوا إن مَن فعل ذلك هي القوات اللبنانية ... قابلت إيلي حبيقة شخصيًّا وكان همُّه الوحيد في مجازر شاتيلا هو ألا يصبحَ أمين الجميِّل رئيسًا. | إيلي حبيقة |

في مايو 1985، عُيّن حبيقة قائدا عاما للقوات اللبنانية، وهي ميليشيات مسيحية بدلا من سمير جعجع، ولكنه فصل من منصبه عام 1986 بعد سنة واحدة من تقلده للمنصب.

### العمل الوزاري
في نهاية عام 1990 الموازي لنهاية الحرب الأهلية اللبنانية، بدأ حبيقة مسيرته في العمل الوزاري وزيرًا للدولة في حكومة عمر كرامي، ثم وزيرًا للدولة للمهجَّرين في فريق رشيد الصلح عام 1992، ثم أصبح في وقت لاحق وزير الدولة للشؤون الاجتماعية والمعاقين في حكومة رفيق الحريري في نهاية عام 1992 (حل محله شاهي برسوميان في عام 1994)، ثم أخيرا وزيرًا للموارد الهيدروليكية والكهربائية بعد استقالة جورج أفرام عام 1993. حيث ظل في هذا المنصب حتى عام 1998.
أسس حزب وعد (الحزب الديمقراطي الوطني) لكنه خسر الانتخابات التشريعية عام 2000.

### اغتيال
في 24 يناير 2002 اغتيل حبيقة في بيروت بواسطة سيارة مفخخة حيث سرت شكوك بتورُّط سوريا أو إسرائيل، وذلك بعد قراره الذهاب إلى محكمة العدل الدَّولية في هولندا للإدلاء باعترافاته بشأن مجازر الحرب الأهلية اللبنانية التي كان طرفًا فيها.

## حياته الخاصة
تزوَّج جينا نشاتي ولهما ابن واحد هو جوزيف حبيقة.

## مؤلفات وكتب
- كتاب «كوبرا في ظل حبيقة» اعترافات المرافق الأمني روبير حاتم عن مجزرة صبرا وشاتيلا والحرب الأهلية اللبنانية[4][5] لإيلي حبيقة.
- كتاب أسرار الحرب اللبنانية وفقا لما ذكره الصحفي الفرنسي آلان مينارغ الذي واكب جل أحداث تلك الحقبة.

## وصلات خارجية
- موقع آخر عن إيلي حبيقة
- univercia